# نبرد پروزا
نبرد پروزا (انگلیسی: Battle of Preveza) یک نبرد دریایی بود که در تاریخ ۲۸ سپتامبر ۱۵۳۸ در نزدیکی پروزا در شمال‌غربی یونان بین ناوگان امپراتوری عثمانی و یک اتحاد مسیحی که توسط پاپ پائولوس سوم ایجاد شده بود، صورت گرفت که در آن ناوگان عثمانی متحدین را شکست داد. این یکی از سه جنگ بزرگ دریایی بود که در مدیترانه قرن شانزدهم به همراه نبرد جربه و نبرد لپانتو انجام شد.